# Pietro Canonica
Pietro Canonica, né à Moncalieri (province de Turin) le 1er mars 1869 et mort à Rome le 8 juin 1959, est un sculpteur italien, qui fut également peintre, compositeur d'opéras, professeur des beaux-arts et sénateur à vie.

## Biographie
La carrière artistique de Pietro Canonica commence quand il devient l'assistant de Luca Gerosa (it) à l'âge de dix ans. Un an plus tard, il est admis à l'Académie des beaux-arts de Turin, où il est chargé par Enrico Gamba et Odoardo Tabacchi de faire de la sculpture.
Il adhère d'abord aux traditions du naturalisme, du romantisme et de la Renaissance, puis se tourne vers le réalisme, sans faire de concessions à l'avant-garde des tendances artistiques du XXe siècle. Après la Seconde Guerre mondiale, Pietro Canonica se consacre à des sujets religieux.
Il remporte un succès dans le milieu officiel de Turin pour ses monuments civils et religieux. À la suite de sa période de formation à Turin, il s'installe à Rome en 1922 et a participé à des expositions à Milan, Rome, Venise, Paris, Londres, Berlin, Dresde, Monaco, Bruxelles et Saint-Pétersbourg. Commissionné par l'Italie et par des cours européennes, Pietro Canonica crée des portraits commémoratifs. Maître de la sculpture équestre, il exerça également dans l'art de la médaille.

Il est professeur de sculpture à l'Académie des beaux-arts de Venise en 1910), puis à l'Académie des beaux-arts de Rome. En 1929, il est nommé par décret membre de l'Académie d'Italie, créée par Mussolini et devient l'année suivante membre de l'Académie nationale de San Luca.
En 1937, il obtient la concession pour rénover la villa Borghèse, un bâtiment du XVIe siècle appartenant à la ville de Rome, utilisé comme bureaux administratifs, puis abandonné en 1919 à la suite d'un incendie. En échange de la promesse de faire don de ses œuvres à la ville, il est autorisé à utiliser la maison historique et l'atelier, qu'il répare et décore à ses frais. Depuis 1961, un musée lui est consacré dans une construction architecturale inhabituelle au sein du jardin de la villa Borghèse, appelée aussi La Fortezzuola. Il présente des études, des modèles, des esquisses, des moulages et des œuvres originales de l'artiste. Son épouse a fait don des meubles et des tableaux de leurs appartements privés après sa mort en 1987.
Pietro Canonica a été aussi un musicien et a composé les opéras La Sposa di Corinto (1918), Miranda (1937), Enrico di Mirval, Impressioni, Terra Sacra et Médée (1959).
En 1950, le président italien Luigi Einaudi le nomme sénateur à vie pour ses  réalisations artistiques.

## Sélection d'œuvres
- Buste du roi Édouard VII d'Angleterre au palais de Buckingham, Londres (marbre, 1903)
- Buste de Donna Franca Florio (marbre, 1903-1904)
- Buste de la princesse Emily Doria-Pamphili à la Galerie nationale d'art moderne, Rome (marbre, 1904)
- Modèle pour le monument au tsar Alexandre II de Russie à cheval, Saint-Pétersbourg (plâtre, 1912-1914)
- Monuments d'un soldat de cavalerie (1923) et d'un artilleur (1930) - Turin
- Monument à Atatürk à cheval devant le musée ethnographique d'Ankara (1927)
- Monument à Atatürk à la place de la Victoire, Ankara (bronze et marbre, 1927)
- Monument à Atatürk à cheval, d'Izmir (bronze et marbre, 1927)
- Monument de la République (Cumhuriyet Anıtı) à la place Taksim, Istanbul (bronze et marbre, 1928)
- Monument de Benoît XV à la basilique Saint-Pierre, Vatican (bronze et marbre, 1928)
- Buste du Cardinal Pietro Gasparri à la Faculté de droit canonique de Paris, Institut catholique de Paris, Paris (marbre, 1928)
- Monument à Ismaïl Pacha, Alexandrie (1935)
- Tombeau de Vittorio Emanuele Orlando, Rome (1935)
- Monument de Pie XI dans le palais du Latran, Rome (marbre, 1941-1949)
- Monument du roi Fayçal d'Irak sur un cheval, Bagdad
- Monument à Simón Bolívar, Bogota
- Portes pour les abbayes de Mont-Cassin (1951) et de Casamari (1959), près de Rome
- On lui doit un certain nombre de monnaies italiennes et de médailles, entre autres avec Luigi Giorgi[3]